# Рамбелвуд (Нью-Джерсі)
Рамбелвуд (англ. Ramblewood) — переписна місцевість (CDP) в США, в окрузі Берлінгтон штату Нью-Джерсі. Населення — 6655 осіб (2020).

## Географія
Рамбелвуд розташований за координатами 39°55′55″ пн. ш. 74°57′10″ зх. д. / 39.93194° пн. ш. 74.95278° зх. д. (39.932053, -74.952749).  За даними Бюро перепису населення США в 2010 році переписна місцевість мала площу 8,77 км², з яких 8,73 км² — суходіл та 0,04 км² — водойми.

## Демографія
Згідно з переписом 2010 року, у переписній місцевості мешкало 5907 осіб у 2246 домогосподарствах у складі 1531 родини. Густота населення становила 674 особи/км².  Було 2388 помешкань (272/км²).
Расовий склад населення:
| - 83,4 % — білих - 7,6 % — чорних або афроамериканців - 6,1 % — азіатів - 0,2 % — корінних американців |

До двох чи більше рас належало 1,9 %. Частка іспаномовних становила 4,2 % від усіх жителів.
За віковим діапазоном населення розподілялося таким чином: 22,3 % — особи молодші 18 років, 62,2 % — особи у віці 18—64 років, 15,5 % — особи у віці 65 років та старші. Медіана віку мешканця становила 40,8 року. На 100 осіб жіночої статі у переписній місцевості припадало 97,0 чоловіків;  на 100 жінок у віці від 18 років та старших — 93,1 чоловіків також старших 18 років.
Середній дохід на одне домашнє господарство  становив 104 406 доларів США (медіана — 93 193), а середній дохід на одну сім'ю — 123 236 доларів (медіана — 104 745). Медіана доходів становила 70 902 долари для чоловіків та 61 382 долари для жінок. За межею бідності перебувало 3,0 % осіб, у тому числі 1,7 % дітей у віці до 18 років та 7,7 % осіб у віці 65 років та старших.
Цивільне працевлаштоване населення становило 2974 особи. Основні галузі зайнятості: освіта, охорона здоров'я та соціальна допомога — 23,3 %, науковці, спеціалісти, менеджери — 15,2 %, фінанси, страхування та нерухомість — 14,1 %.